# Suana concolor
Suana concolor är en fjärilsart som beskrevs av Walker 1855. Suana concolor ingår i släktet Suana och familjen ädelspinnare. Inga underarter finns listade i Catalogue of Life.